# Jyttemel
Jyttemel er en alternativ melblanding, som kan anvendes i stedet for hvedemel, hvis man ikke tåler hvede. Jyttemel er naturligt glutenfri, og kan derfor bruges af personer med sygdommen cøliaki.
Jyttemel består af: Brune ris, boghvede, majs, sukkerroer, psylliumfrøskal og kartoffelstivelse. Desuden er brugt fortykningsmidlerne: Taragummi (E417), Johannesbrødkernemel (E410) og Xanthangummi (E415).
Jyttemel kan erstatte almindelige glutenholdige melsorter ved bagning og madlavning. Der skal bruges en mindre mængde mel end ved almindeligt mel.